# David Stoddart, Baron Stoddart of Swindon

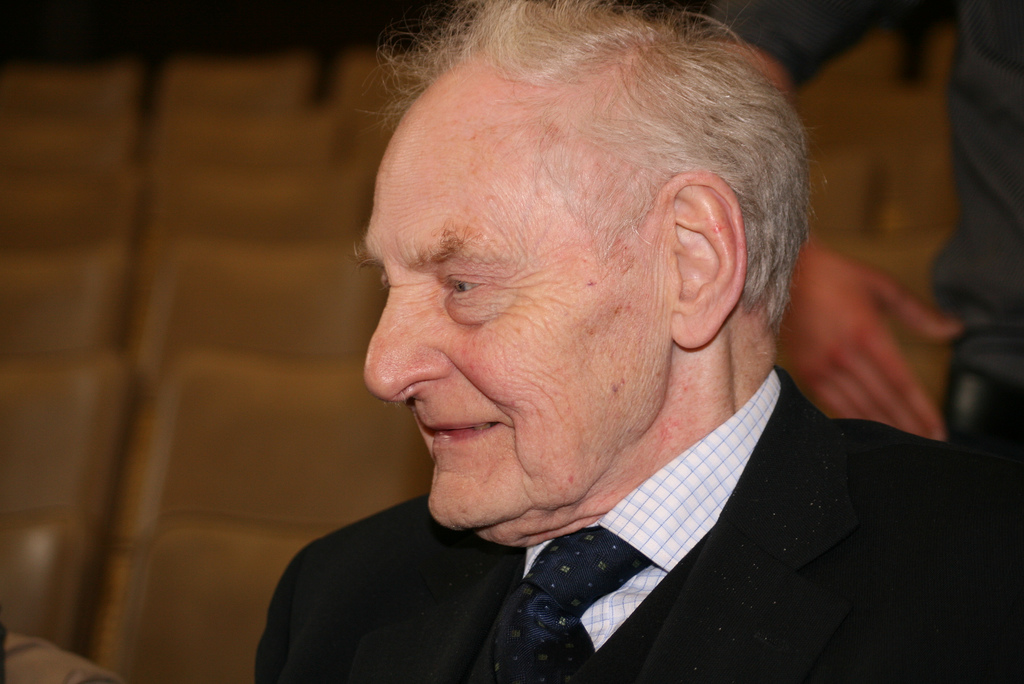
Lord Stoddart 2009

David Leonard Stoddart, Baron Stoddart of Swindon (* 4. Mai 1926; † 14. November 2020) war ein britischer unabhängiger Politiker und Life Peer.

## Politische Laufbahn
Stoddart war von 1954 bis 1972 Mitglied des Reading Borough Council und leitete die Bezirksverwaltung von 1965 bis 1972. Von 1970 bis 1983 war Stoddart als Kandidat der Labour Party Abgeordneter für den Wahlkreis Swindon. 1983 verlor er das Mandat an den Konservativen Simon Coombs. Stoddart war von 1975 bis 1978 Whip der Regierungsfraktion.
1983 wurde Stoddart als Baron Stoddart of Swindon, of Reading in the Royal County of Berkshire, zum Life Peer erhoben und wurde dadurch Mitglied des House of Lords. 2002 wurde er aus der Labour-Fraktion im Oberhaus ausgeschlossen, nachdem er bei der Unterhauswahl 2001 einen Kandidaten der Socialist Alliance unterstützt hatte. Stoddart begründete seine Unterstützung des Socialist Alliance-Kandidaten damit, dass er den Übertritt  des vormals konservativen Abgeordneten Shaun Woodward zur Labour Party ablehnte.
Stoddart war bis zum Mai 2007 Vorsitzender der Campaign for an Independent Britain, die einen Austritt des Vereinigten Königreichs aus der EU forderte.